# Plagiogonus farai
Plagiogonus farai är en skalbaggsart som beskrevs av Vladimir Balthasar 1955. Plagiogonus farai ingår i släktet Plagiogonus och familjen Aphodiidae. Inga underarter finns listade i Catalogue of Life.